# 田中麻帆
田中 麻帆（たなか まほ、2002年10月4日 - ）は、日本の女子バレーボール選手である。

## 来歴
北海道出身。札幌山の手高等学校時代は全日本高等学校選手権大会（春高バレー）に出場。
2021年、神戸親和女子大学（2023年より神戸親和大学）に進学。大学時代はオポジットのポイントゲッターとして全日本大学選手権（全日本インカレ）ベスト4に貢献した。
2024年12月、アランマーレ山形への入団内定が発表された。
2025年3月8日、2024-25シーズン第18節の埼玉上尾メディックス戦に内定選手としてSVリーグ初出場。

## 受賞歴
- 2022年 - 西日本大学選手権 レシーブ賞[5]
- 2023年 - 関西春季1部リーグ スパイク賞
- 2023年 - 西日本大学選手権 サーブレシーブ賞[6]
- 2023年 - 関西秋季1部リーグ レシーブ賞
- 2024年 - 関西春季1部リーグ 最優秀選手賞
- 2024年 - 関西秋季1部リーグ レシーブ賞

## 所属チーム
- 釧路市立鳥取西中学校（2015-2018年）
- 札幌山の手高等学校（2018-2021年）
- 神戸親和女子大学/神戸親和大学（2021-2025年）
- アランマーレ山形（2025年-）